# Галиця виноградна
Виноградна галиця (Janetiella oenophila Haihm.) — шкідлива комаха з родини галиць (Cecidomyiidae), ряду двокрилих. В Україні поширена в Криму. Пошкоджує виноград.

## Екологія
Зимують личинки в несправжніх коконах у ґрунті. На початку травня самки відкладають яйця на листки винограду або на гребені та плодоніжки суцвіть. У місцях проникнення личинок утворюються двосторонні гали, на верхньому боці гладкі, на нижньому — волосисті, з маленьким круглим отвором. У кожному галі знаходиться одна личинка. Заляльковуються в ґрунті. Розвивається одне — два покоління за рік.